# István Somodi
Dans le nom hongrois Somodi István, le nom de famille précède le prénom, mais cet article utilise l’ordre habituel en français István Somodi, où le prénom précède le nom.
István Somodi (né le 22 août 1885 à Kolozsvár et décédé le 8 juin 1963 dans la même ville, qui se nommait alors Cluj-Napoca) est un athlète hongrois puis roumain lors du rattachement de la Transylvanie à la Roumanie, spécialiste du saut en hauteur et du saut en longueur. Affilié au BEAC, il mesurait 1,75 m pour 63 kg.

## Biographie

### Palmarès
| Date | Compétition           | Lieu    | Résultat | Épreuve            | Performance |
| ---- | --------------------- | ------- | -------- | ------------------ | ----------- |
| 1906 | Jeux olympiques d'été | Athènes | —        | Saut en hauteur    |             |
| 1906 | Jeux olympiques d'été | Athènes | 8e       | Saut en longueur   | 6,045 m     |
| 1906 | Jeux olympiques d'été | Athènes | 6e       | Longueur sans élan | 2,860 m     |
| 1908 | Jeux olympiques d'été | Londres | 2e       | Saut en hauteur    | 1,88 m      |

### Records
| Épreuve          | Performance | Lieu | Date |
| ---------------- | ----------- | ---- | ---- |
| Saut en hauteur  | 1,88 m      |      | 1908 |
| Saut en longueur | 6,82 m      |      | 1907 |